# Karl Holmberg
Karl Albin Elis Holmberg, más conocido como Karl Holmberg o como Kalle Holmberg, (Örebro, 3 de marzo de 1993) es un futbolista sueco que juega de delantero en el Örebro SK de la Superettan.

## Selección nacional
Es internacional con la selección de fútbol de Suecia. Fue internacional sub-17, sub-19 y sub-21, antes de convertirse en internacional absoluto, el 7 de enero de 2018, en un partido amistoso frente a la selección de fútbol de Estonia, en el que además marcó su primer gol como internacional.

### Goles internacionales
| N.º | Fecha              | Estadio                                               | Rival   | Gol | Resultado | Competición |
| --- | ------------------ | ----------------------------------------------------- | ------- | --- | --------- | ----------- |
| 1   | 7 de enero de 2018 | Estadio Jeque Zayed, Abu Dabi, Emiratos Árabes Unidos | Estonia | 1-1 | 1-1       | Amistoso    |

## Clubes
| Club                  | País   | Año       |
| --------------------- | ------ | --------- |
| Karlslunds IF         | Suecia | 2008-2010 |
| Örebro SK             | Suecia | 2011-2016 |
| IFK Norrköping        | Suecia | 2016-2019 |
| Djurgårdens IF        | Suecia | 2020-2022 |
| Ħamrun Spartans F. C. | Malta  | 2023      |
| Örebro SK             | Suecia | 2023-     |

## Palmarés

### Títulos nacionales
| Título                  | Club                  | País  | Año  |
| ----------------------- | --------------------- | ----- | ---- |
| Premier League de Malta | Ħamrun Spartans F. C. | Malta | 2023 |

### Distinciones individuales
| Distinción                           | Año  |
| ------------------------------------ | ---- |
| Máximo goleador de la Allsvenskan    | 2017 |
| Máximo goleador de la Copa de Suecia | 2017 |